# Конрад I (граф Ритберга)
Конрад I (Konrad I. von Rietberg) (р. ок. 1210, ум. после 1264) — граф Арнсберга с 1217, первый наследственный граф Ритберга (с 1237).
Сын Генриха II графа фон Арнсберг (ум. 1217) из рода Куик и его жены Эрменгарды.
После смерти отца стал соправителем его младшего брата — своего дяди Готфрида II. Тот умер в 1236 году, оставив наследником сына — Готфрида III.
В следующем году двоюродные братья разделили владения, и Конрад I получил Ритберг и сеньории в Голландии. После этого он в документах называется уже графом Ритберга («Conradus comes de Retberg»).
В 1237 г. он женился на Оде цур Липпе (ум. 17.09.1262), дочери Германа II цур Липпе. Дети:
- Фридрих, граф Ритберга (1264—1282)
- Конрад, епископ Оснабрюка (1270—1297)
- Оттон, епископ Падерборна (1277—1307)
- Симон, рыцарь Тевтонского ордена
- Герман (ум. 1283), домхер в Оснабрюке и пробст в Тонгерне
- Ода, аббатиса Монастыря Св. Эгидия в Мюнстере
- Гизела, жена Иоганна фон Хомбурга.

В 1264 году Конрад I передал графство старшему сыну, а сам вступил в Тевтонский орден. Дата его смерти не известна.